# یواس‌اس کرانینشیلد (دی‌دی-۱۳۴)
یواس‌اس کرانینشیلد (دی‌دی-۱۳۴) (به انگلیسی: USS Crowninshield (DD-134)) یک کشتی بود که طول آن ۹۵٫۸۳ متر (۳۱۴٫۴ فوت) بود. این کشتی در سال ۱۹۱۹ ساخته شد.